# Scooby-Doo y el monstruo de México
Scooby-Doo y el monstruo de México (en inglés, Scooby-Doo and the Monster of Mexico) es una película de misterio de comedia animada directa a vídeo de 2003; el sexto de una serie de películas directas a video basadas en los dibujos animados de Scooby-Doo los sábados por la mañana. Fue lanzado el 30 de septiembre de 2003 y fue producida por Warner Bros. Animation.
Es la segunda y última película (después de Scooby-Doo y la leyenda del vampiro) que reúne brevemente al elenco de voces originales sobrevivientes de la serie original de 1969, con Frank Welker dando voz a Scooby-Doo en lugar del difunto Don Messick.

## Argumento
El amigo por correspondencia de Fred, Alejo Otero, un hombre que vive en Veracruz, México, invita a Fred y al resto de la pandilla a visitarlo a él y a su familia allí. Fred y el resto de la pandilla hablan de ello hasta que deciden irse. Sin embargo, después de que Alejo envió la invitación a Fred, un gran monstruo de pelo largo comenzó a aterrorizar a la población de Veracruz. Alejo y su hijo pequeño, Jorge, y su mascota Chihuahua, Chiquita, ven al monstruo, y los lugareños comienzan a llamarlo "El Chupacabras".
Más tarde, cuando Misterio a la Orden llega a Veracruz, conocen a Alejo, quien los reconoce a todos por las cartas de Fred. Alejo y su familia tienen un hotel enorme y elegante, y él les muestra los alrededores y dónde se alojarán. Luego les presenta a su familia, que incluye a su esposa, Sofía, su madre, Doña Dolores, su hermano Luis y la prometida de Luis, Charlene, quien es originaria de los Estados Unidos. Luis le dice a la pandilla que conoció a Charlene cuando visitó Estados Unidos, en un parque temático dirigido por el Señor Smiley. La pandilla y la familia Otero disfrutan de una comida, y Dolores habla de su difunto esposo. Entonces, llega un hombre llamado Señor Fuente y pide hablar con Alejo y Luis. Dolores le dice a la pandilla que Fuente ha estado tratando de que ella le venda el hotel desde que su esposo murió el año anterior. Mientras tanto, Alejo y Luis le dicen a Fuente una vez más que no quieren vender el hotel. Fuente se va y la familia entra debido a una fuerte tormenta. Cuando está adentro, Alejo se ve obligado a contarle a la pandilla sobre El Chupacabras. Dice que no tiene muchos otros invitados además de la pandilla porque El Chupacabras los ha estado asustando. Luis y Charlene le dicen a la pandilla que cierren sus puertas cuando se vayan a dormir.
Durante la noche, Shaggy y Scooby-Doo se asustan cuando creen que escuchan un ruido. Luego escuchan un fuerte gruñido y salen corriendo de su cabaña. Después de ver huellas fuera de la ventana de Shaggy y Scooby, Fred declara que hay un misterio que deben resolver. Al día siguiente, la pandilla y los hermanos Otero partieron en busca de El Chupacabras. Charlene le da a Luis un amuleto de buena suerte. Daphne entrevista a la gente del pueblo, pero ninguno de ellos puede encontrar El Chupacabras. Cuando regresan a la Máquina del Misterio, se encuentran con que alguien ha escrito una amenaza en español, advirtiéndoles que no resuelvan el misterio. La pandilla se da cuenta de que esto es grave y deciden buscar de noche. Fred, Vilma y Daphne van por un camino, Alejo y Luis van por otro, y Shaggy y Scooby se quedan en la Máquina del Misterio.
Por la noche, Shaggy y Scooby duermen en la camioneta, mientras alguien les vacía el líquido de frenos. Fred, Vilma y Daphne buscan en el bosque y encuentran a El Curandero, un chamán. El Curandero les dice que necesitan mirar la historia y que están en grave peligro. Mientras tanto, Alejo y Luis están buscando cuando Alejo ve El Chupacabras. Alejo es perseguido y casi se cae por un acantilado. Llama a Luis, pero no hay respuesta. El Chupacabras desaparece y Luis aparece diciendo que fue golpeado en la cabeza por El Chupacabras. Luis ayuda a su hermano a subir por el acantilado.
Shaggy y Scooby comienzan a conducir, pero luego se dan cuenta de que no pueden detenerse debido a la manipulación del tanque de líquido de frenos. Se encuentran con Fred, Vilma, Daphne, Alejo y Luis, quienes estaban siendo perseguidos por El Chupacabras. Finalmente, la camioneta se queda sin gasolina y se detiene justo frente a una estación de servicio. La Máquina del Misterio se arregla y Daphne recibe un poco de hielo para la herida en la cabeza de Luis, pero Luis no tiene un golpe en la cabeza. La pandilla conduce y encuentra un letrero que indica un museo de historia, y pensando que eso es lo que dijo el curandero, vaya a él. Cuando llegan allí, se encuentran con una guía sospechosa e hiperactiva del museo que los lleva a un auditorio. Allí ven una actuación sobre las antiguas costumbres mexicanas. Luego, el guía hace que Daphne se ofrezca como voluntaria y ella la secuestra. El resto de la pandilla encuentra un pasadizo secreto y lo sigue hasta llegar a las pirámides aztecas. Encuentran a Daphne en la parte superior de uno y la rescatan, pero los turistas los persiguen, después de ser acusados de destruir una estatua. Después de una larga persecución y luchas contra gigantescas estatuas vivientes, finalmente regresan a Veracruz.
Al día siguiente es el Día de Muertos, y todos van al cementerio, donde Dolores les informa que Charlene ha sido capturada por El Chupacabras. La familia hace ofrendas a la tumba del Señor Otero y esperan que se pueda encontrar a Charlene. De repente, el fantasma del Señor Otero sale de su tumba y les dice que vendan el hotel y el terreno o estarán en peligro. Al mismo tiempo, Fred acaba de revelar que el amuleto de la buena suerte que tiene Luis es en realidad un dispositivo de rastreo en lugar de un medallón antiguo. La familia no puede creer que el Señor Otero quiera que vendan. Scooby y Chiquita siguen un pitido que se activa presionando el botón del dispositivo de rastreo hasta que encuentran a un hombre con un traje de esqueleto que controla al fantasma. La pandilla lo atrapa y se revela que es el Señor Smiley. Deducen que él inició el esquema Chupacabras para poder obligar a los lugareños a vender sus tierras y permitirle construir su parque temático. El secuestrar a Daphne y acusar a la pandilla de vándalos era su forma de crear mala publicidad para las pirámides, su único competidor por los miles de dólares de turistas. Cuando están a punto de cerrar el misterio, aparece El Chupacabras y asusta a todos.
Después de perseguir a la pandilla, El Chupacabras queda atrapado en un cableado. Mientras todos se reúnen alrededor de El Chupacabras, se revela que la culpable es la guía del museo cuando se quita el traje. Ella les dice que ama al Señor Smiley y que iban a quedarse con toda la tierra. Luis le pregunta qué le pasó a Charlene y la guía le dice que nunca la volverá a ver y que debería olvidarse de ella. De repente, los Otero revelan que las ofrendas que le dejaron al Señor Otero han desaparecido, todas menos la de Charlene. Vilma luego adivina que algo está pasando y se da cuenta de que la guía está usando una peluca y anteojos para ocultar su identidad, y lo quita para revelar que Charlene era la guía y El Chupacabras. Su verdadera identidad es revelada por el lanzamiento aleatorio de granos de café; un rasgo que adopta Charlene al trabajar en la cafetería del hotel todo el día.
Fred dice que el mensaje escrito en la Máquina del Misterio ("Sal ahora o no veras el dia de manana!" - Leave today or you won't see tomorrow!) no estaba escrito en español correcto (como debería haber sido la palabra sido "mañana"), por lo que quien hizo la amenaza tenía que haber sido alguien que no podía entender el idioma. Entonces entra el Señor Fuente y dice que aunque quería comprar la tierra de la familia Otero, finalmente llegó a respetar el hecho de que no querían venderla.
Fuente explica que se enteró de los planes del Señor Smiley y Charlene y quería advertir a Oteros y Misterio a la Orden de lo que realmente estaba pasando. Luis admite que la verdadera razón por la que no acudió al rescate de Alejo fue que estaba paralizado por el miedo: después de la muerte de su padre el año anterior, Luis tenía miedo de perder a Alejo, por lo que mintió diciendo que El Chupacabras lo había dejado inconsciente. Alejo consuela a Luis y le asegura que hay cosas peores que ser un cobarde, a lo que Shaggy agrega que "ha hecho carrera con eso". Al final, todos disfrutan de las festividades del Día de Muertos.

## Reparto
| Personaje       | Actor de voz original Estados Unidos | Actor de doblaje · México |
| --------------- | ------------------------------------ | ------------------------- |
| Scooby-Doo      | Frank Welker                         | Antonio Gálvez            |
| Fred Jones      | Frank Welker                         | Luis Alfonso Padilla      |
| Shaggy Rogers   | Casey Kasem                          | Arturo Mercado            |
| Vilma Dinkley   | Nicole Jaffe                         | Irene Jiménez             |
| Daphne Blake    | Heather North                        | Yolanda Vidal             |
| Alejo Otero     | Eddie Santiago                       | César Izaguirre           |
| Doña Dolores    | Rita Moreno                          | Ángela Villanueva         |
| Luis Otero      | Jesse Borrego                        | Roberto Mendiola          |
| Diego Fuente    | Castulo Guerra                       | Raúl de la Fuente         |
| Charlene        | Candi Milo                           | Magda Giner               |
| Señor Smiley    | Rip Taylor                           | Gustavo Melgarejo         |
| Sebastián Otero | Casey Sandino                        | Isabel Romo               |
| Curandero       | Benito Martínez                      | Julian Lavat              |
| Insertos        | N/D                                  | Víctor Hugo Aguilar       |

## Personajes
- Frank Welker como Scooby-Doo, Fred Jones, El Chupacabras
- Casey Kasem como Shaggy Rogers
- Heather North como Daphne Blake
- Nicole Jaffe como Vilma Dinkley
- Eddie Santiago como Alejo Otero
- Jesse Borrego como Luis Otero
- Candi Milo como Charlene/Guía del museo
- Rita Moreno como Doña Dolores
- Maria Canals como Sofia Otero/Mujer Vieja
- Brandon González como Jorge Otero
- Rip Taylor como Señor Smiley/Fantasma del Señor Otero
- Castulo Guerra como Señor Fuente
- Benito Martínez como El Curandero

## Datos sobre la película
- Esta sería la última película en ver reunido al elenco de actores originales de las series clásicas de Scooby-Doo, formado por Frank Welker, Casey Kasem, Nicole Jaffe y Heather North, ya que Don Messick, la voz original de Scooby, había fallecido en 1997. Frank Welker había permanecido como la voz de Fred en todas las reencarnaciones de Scooby-Doo desde 1969 (a excepción de la serie Un cachorro llamado Scooby-Doo), y ésta era su segunda vez interpretando a Scooby. Casey Kasem se había unido a él, retornando para el papel de Shaggy, y los dos estaban trabajando en la serie ¿Qué hay de nuevo Scooby-Doo? junto con sus compañeras, las actrices Grey DeLisle y Mindy Cohn. Heather North regresó para interpretar a Daphne (ella fue la segunda voz de la chica pelirroja desde 1970, reemplazando a Indira Stefanianna Christopherson), retomando su papel luego de haber dejado la serie 17 años atrás, después de haber actuado en Los 13 fantasmas de Scooby-Doo, sin embargo, su voz puede oírse un poco menos joven que antes. Finalmente, Nicole Jaffe, la voz original de Vilma, regresó a su papel, el cual no interpretaba desde 1974; sin embargo, su voz no cambia en lo absoluto. Esta fue la última vez que las dos actrices retomaron los papeles que las hicieran famosas, y hasta hoy no se ha sabido de un posible regreso, aunque se afirmaba que Heather North regresaría para interpretar a Daphne en la serie de 2010 Scooby-Doo! Mystery Incorporated, pero se encontraba mal de salud luego de una operación a la garganta, por lo que Warner Bros. decidió tomar esto en cuenta y quedarse con DeLisle como la voz de Daphne.
- Esta película es una de las pocas que fue hecha y producida completamente en los estudios Hanna-Barbera, en lugar de hacerse en Warner Bros. Television Animation como las demás.
- Incluidos en el DVD se encuentran los siguientes extras especiales:
  - El álbum de monstruos de México (Monsters of Mexico Scrapbook): Se presentan diapositivas e imágenes de la historia, con la narración de Shaggy en la voz de Casey Kasem.
  - Disfruta de la película con la pandilla: Los actores Casey Kasem (voz de Shaggy) y Frank Welker (voz de Fred y Scooby-Doo) interpretan a sus personajes y comentan mientras ven la película. Aquí recuerdan su aventura en México y las experiencias que pasaron filmando el video sobre el Chupacabras que hicieron con Daphne como la reportera.
  - La creación de un monstruo (Creating a Monster): Se muestran tomas de los actores durante la sesión de grabación, e incluye una conversación con el director y entrevistas con el elenco original.
  - La película también cuenta con menús interactivos, detrás de cámaras, está disponible en español, inglés, francés, portugués de Brasil e italiano con subtítulos en estos y otros idiomas. Cuenta con una relación de aspecto de 1.33:1 y con sonido digital Dolby Surround 5.1.[2] El DVD de esta película llegó a la región 2 (Brasil e Hispanoamérica) el 5 de noviembre de 2004.[3]
- Los temas musicales de la película, incluyendo la canción titulada "¡Viva México!" fueron escritos por Rich Dickerson y Gigi Meroni, e interpretados por el grupo de rock "Las Hechiceras". Adicionalmente, durante la regrabación de la música original de Ted Nichols de 1969, le fueron añadidos instrumentos mexicanos en algunos fragmentos.
- Durante la escena de persecución, los chicos pasan por un cine con un letrero que dice: "Ahora estamos viendo La Leyenda del Vampiro", que era el título de la película lanzada ese mismo año.
- En el comienzo, mientras toman fotografías, las medias de Daphne desaparecen y luego vuelven a aparecer.
- Es la primera película de Hanna-Barbera con referencias a México: sus antiguas tradiciones (el día de muertos y Quetzalcóatl); sitios reconocidos (el Museo Nacional de Antropología, mencionado como “Museo de Antropología” y las pirámides de Teotihuacán), ciudades reconocidas (Veracruz y la Ciudad de México), y algunas creaturas legendarias, como el chupacabras.

## Errores e Inexactitudes
A continuación, se presenta una lista de pequeñas fallas triviales que se cometieron al realizar esta película. Debe notarse que, ya que su objetivo es mostrar al público de otros países una cultura extranjera, la película contiene descripciones históricas de las costumbres de la cultura mexicana, y como en estos casos sucede, algunas de estas no son del todo correctas o bastante precisas. Esta lista de errores de la película se da aquí con propósitos académicos e ilustrativos:
- En esta película, en lugar de diseñar al Chupacabras según se lo ha descrito (como un monstruo de forma reptiliana o cánida) el Chupacabras es representado con una animación y diseño similar al equivalente del monstruo Pie Grande, representado en color púrpura o morado.
- En la película, el Chupacabras es una criatura legendaria de origen mexicano. Sin embargo, esto no es cierto; pues en realidad las leyendas sobre este monstruo surgieron en Puerto Rico donde fue visto originalmente. Luego emigró a Florida y México. Sin embargo, es un monstruo mítico y perteneciente al género de la criptozoología lo cual quiere decir que aún no hay evidencia contundente de que exista.
- Antes de entrar al museo de antropología, se puede ver una estatua a la derecha que dice: «Museo anthroporo». Esto no vendría a ser ni inglés ni español, puesto que si fuera español diría "Museo antropológico". En cualquier forma, el nombre del museo es erróneo; al ser su nombre real Museo Nacional de Antropología de México.
- Cuando Freddy lee la palabra "mañana" en español, escribe en su anotador «MANAÑA», en lugar de escribirlo correctamente.
- Cuando los chicos emergen de un pasadizo secreto desde el museo de antropología, aparecen en las antiguas pirámides de Teotihuacán. Vilma dice que dicho complejo de pirámides fue construido por la civilización olmeca. Sin embargo, se cree que Teotihuacán fue establecido alrededor del año 200 antes de Cristo, en las tierras altas del centro de México, cerca de la Ciudad de México. Entonces lo que Vilma dijo no es correcto (por una diferencia de mil 300 años), pues la civilización olmeca floreció a partir del año 1500 a. C. hasta el 400 a. C. en las tierras bajas del Golfo hacia el este y el sur.
- En la película, los protagonistas viajan de Veracruz a la Ciudad de México para investigar más en el Museo de Antropología, y en el lugar una trampa en el museo los envía a las reconocidas pirámides de Teotihuacán. Por propósitos de simplificación cinematográfica, estas rutas dan la sensación de ser cortas, incluso cercanas. En la vida real, hay 403 kilómetros de diferencia entre Veracruz (ciudad donde se dan los primeros sucesos de la película) y la Ciudad de México (donde están realmente el Museo de Antropología, en la Delegación Miguel Hidalgo; el Paseo de la Reforma y el Ángel de la Independencia). Además, hay otros 40 kilómetros entre el museo y el Estado de México (donde están realmente las pirámides de Teotihuacán).

## Novelización
La editorial Scholastic, Inc., que ha venido novelizando la mayoría de películas de Scooby-Doo, tanto las animadas como las de acción real, lanzó un libro que acompañaría el estreno de la película. Dicho libro narra la misma historia, y consta de 89 páginas. Los autores encargados de la adaptación fueron Jenny Markas y James Gunn. Recordemos que este último había sido el guionista de la película de Scooby-Doo con actores reales del año 2002.